# São Domingos da Bocaina
São Domingos da Bocaina é um distrito do município brasileiro de Lima Duarte, no interior do estado de Minas Gerais. Segundo o censo demográfico de 2022, realizado pelo Instituto Brasileiro de Geografia e Estatística (IBGE), sua população era de 500 habitantes e havia 217 domicílios particulares permanentes ocupados. Possui área de 181,90 km² conforme a Fundação João Pinheiro (FJP). Foi criado pela lei estadual nº 2 de 14 de setembro de 1891.
De acordo com o IBGE, em 2010 a população era de 789 habitantes e havia 571 domicílios particulares.